# Tekoči kristal
Tekóči kristál je agregatno stanje, ki kaže lastnosti tekočin in kristalov. 
Tekoči kristali lahko tečejo, vendar so njihove molekule poravnane tako, kot je to običajno pri kristalih. Tekoči kristali imajo veliko faz, ki se med seboj razlikujejo po optičnih lastnostih. Snov se imenuje tekoči kristal, če ima vsaj ena izmed njenih faz lastnosti tekočine in kristala (urejenosti). Tekoči kristali kažejo tudi veliko dvolomnost (veliko razliko med lomnima količnikoma za obe medsebojno pravokotni polarizaciji). Molekule, ki sestavljajo tekoči kristal so podolgovate. 

## Zgodovina
Tekoče kristale je odkril avstrijski botanik in kemik Friedrich Richard Reinitzer (1857–1927). V poznih letih 1880 je eksperimetiral s holesteril benzoatom. Pri tem je odkril nenavadne lastnosti, ki jim je pozneje dal ime Otto Lehmann (1855–1929). Danes so te vrste tekoči kristali znani kot holesterični tekoči kristali. Reinitzer je odkril, da ima holesteril benzoat dve tališči. Prvo je pri 145,5 °C, ko se holesteril benzoat topi v motno tekočino. Pri 178,5 °C se ponovno topi in nastane prozorna tekočina. Pojav je reverzibilen. O odkritju je obvestil Lehmanna. Pozneje je Lehmann proučeval snov s polarizirano svetlobo. Pri tem je odkril, da snov vrti ravnino polarizacije vpadajoče svetlobe in odbija krožno polarizirano svetlobo. V letu 1969 je Hans Kelker uspel sintetizirati snov, ki je imela nematsko fazo že pri sobni temperaturi. To je bil N-(4-metoksibenziliden)-4-butilalinin oz. MBBA.

## Faze tekočih kristalov
Tekoči kristali poznajo večje število faz, ki se imenujejo tudi mezofaze. Snovi, ki kažejo lastnosti tekočih kristalov, pa se imenujejo mezogeni. Posamezne faze tekočih kristalov kažejo značilno urejenost. Nekatere kažejo urejenost po legi, druge pa kažejo urejenost po usmerjenosti molekul. Urejenost je lahko samo krajevna, to se pravi samo med molekulami, ki so blizu druga drugi. Druga vrsta urejenosti sega na večje razdalje.
Osnovna delitev tekočih kristalov je naslednja:
- termotropni tekoči kristali
- liotropni tekoči kristali
- barotropni tekoči kristali

Pri termotropnih in barotropnih tekočih kristalih se opaža v čisti snovi odvisnost mezofaz od temperature oziroma tlaka. Pri liotropnih tekočih kristalih so v čisti snovi mezofaze odvisne še od koncentracije.  

### Termotropni kristali
Termotropni tekoči kristali nastanejo samo v določenem temperaturnem območju. Če se temperatura dvigne, se zaradi termičnega gibanja poruši red, ki je značilen za tekoči kristal. Veliko termotropnih tekočih kristalov kaže večje število faz, ki se spreminjajo s spremembami temparature. Termotropni tekoči kristali imajo lahko eno izmed naslednjih faz:
- nematska faza (tudi kiralni nematiki)
- smektična faza (tudi nagnjeni smektiki)
- kolumnarna faza

#### Nematska faza
Izraz nematski izhaja iz grščine (starogrško νημα), pomeni pa nit. Snovi, ki kažejo nematsko fazo, se imenujejo tudi nematogeni. Nematska faza je med fazami tekočih kristalov najenostavnejša. Molekule kažejo urejenost v usmerjenosti. Urejenost usmerjenosti se določa s pomočjo parametra urejenosti, ki je za to fazo določen na osnovi povprečja drugega Legendrovega polinoma:
{\displaystyle S=\langle P_{2}(\cos \theta )\rangle =\left\langle {\frac {3\cos ^{2}\theta -1}{2}}\right\rangle \!\,,}
kjer je:
- {\displaystyle \theta \!\,} – kot med usmerjenostjo posamezne molekule in izbrano smerjo v prostorninskem elementu (krajevni direktor), ki predstavlja tudi krajevno optično os.

Oklepaji pomenijo časovno in prostorsko povprečje. Če je {\displaystyle S=1\!\,}, so molekule povsem urejene, kadar pa je {\displaystyle S=0\!\,} smeri molekul ne kažejo nobene usmerjenosti (tekoča faza). Običajni tekoči kristal je {\displaystyle S\!\,} med 0,3 in 0,8 in pada, če temperature raste. Parameter tudi pade na 0, kadar sistem preide iz faze tekočega kristala v izotropno fazo. Vrednost {\displaystyle S\!\,} se lahko meri tudi eksperimentalno. 

#### Holesterna faza (kiralno nematska)
Kiralno nematska faza se opaža pri derivatih holesterola. Imenujejo jo tudi holesterna (ali holesterična) faza.
Kiralni nematiki kažejo kiralnost (predmet, ki se razlikuje od svoje zrcalne slike je kiralen). Za to vrsto faze je značilno, da se v vsaki plasti tekočega kristala malo zavrti usmerjenost molekul.

#### Smektična faza
Izraz smektičen izhaja iz grščine, pomeni pa razmazan. Molekule ležijo v nekakšnih plasteh. V vsaki plasti so molekule razporejene kot v nematični fazi. Snovi imajo običajno večje število smektičnih faz, ki se jih označuje z oznako Sm in črkami (npr. SmA, SmB,….).
Kadar so molekule poravnane pravokotno na ravnino plasti, je smektična A faza. Če pa so nagnjene na ravnino plasti, se dobi smektično C fazo. V posebnem primeru, ko so v vsaki plasti nagnjene na ravnino plasti v svojo smer, se dobi CA smektično fazo. Smektična B faza ima molekule, ki so usmerjene pravokotno na ravnino, molekule pa so v plasti urejene v šestkotnikih.
Snovi, ki kažejo smektično fazo, se imenujejo tudo smektogeni. Ta vrsta tekočih kristalov se največ uporablja v zaslonih.

|  |  |  |

#### Kolumnarna (stolpičasta) faza
Kolumnarna faza je posebna oblika v kateri se molekule združujejo v cilindrične stebričke ali stolpce in delujejo kot mezogeni. Sestavljajo jo ploščate molekule. Odkrili so že veliko kolumnarnih tekočih kristalov.
Prvi diskasti tekoči kristal je odkril indijski fizik Sivaramakrišna Čandrasekar (1930–2004). Pozneje so odkrili še veliko diskastih mezogenih spojin. 

## Liotropni tekoči kristali
Liotropni snovi je treba dodati topila, da postane tekoči kristal. V preteklosti so izraz uporabljali za snovi, ki so bile sestavljene iz amfifilnih molekul. Takšne snovi imajo hidrofilni del molekule (imenuje se glava) in hidrofobni del molekule (imenuje se rep). molekule, ki imajo hidrofilni in hidrofobni del, so vedno amfifilne. Zgledi amfifilnih spojin so soli maščobnih kislin. Lastnost tekočega kristala nastane zaradi hidrofobnega pojava. Najbolj enostaven in pogosto uporabljen liotropni tekoči kristal je milo.
Pri zelo nizkih koncentracijah amfofilne snovi so molekule razpršene brez reda. Pri malo večjih koncentracijah (a še vedno majhnih) se molekule spontano združujejo v micele. To nastane tako, da se hidrofobni del molekule skrije v mehurček oziroma micel, hidrofilni del pa se premakne proti vodni raztopini v okolici. Tako nastala telesa se ne urejajo, do ureditve pride šele pri večjih koncentracijah. Značilna je ureditev teh okroglih teles v heksagonalno stebričasto fazo, ki se imenuje tudi srednja milna faza. Pri še večjih koncentracijah se dobi lamelarno fazo, kjer so posamezne plasti amfifilne snovi ločene s plastmi vode. V nekaterih sistemih med heksagonalno in lamelarno fazo nastane kubična faza, kjer nastane gosta kubična mreža. Kroglice so lahko tako povezane, tvorijo dvoplastno kubično fazo. Telesa, ki jih tvorijo amfifilne snovi, so običajno okrogla. Lahko pa imajo tudi obliko ploščic (biceli), paličic, ali pa so troosni (tri osi micele so usmerjene v različne smeri). V nekaterih sistemih pri visoki koncentraciji se opazi inverzne faze.
Za liotropne tekoče kristale je značilno, da kažejo lastnosti tekočih kristalov samo v območju določenih koncentracij. 
Znanih je več liotropnih faz tekočih kristalov, ki se razlikujejo po svoji mikroskopski strukturi in makroskopskih lastnostih. V liotropnih tekočih kristalih prostor okrog osnovne sestavine izpolnjuje topilo, ki omogoča tečnost.  
Deli se jih na naslednje faze (razvrščene po stopnji koncentracije):
- nezvezne kubične (micelske kubične faze)
- heksagonalne
- lamelarne
- dvakratne zvezne kubične
- inverzne heksagonalne stolpičaste
- inverzne kubične (inverzna micelska faza)